# Contea di Lanxi
La contea di Lanxi (兰西县S, Lánxī XiànP) è una contea della Cina, situata nella provincia di Heilongjiang e amministrata dalla prefettura di Suihua.